# Уик
Уи́к (англ. Wick, скотс Week, гэльск. Inbhir Ùige) — город в графстве Кейтнесс, на севере области Хайленд в Шотландии. Расположен в устье реки Уик (англ. River Wick), простираясь по обоим берегам одноимённого залива Уик (англ. Wick Bay).

## История

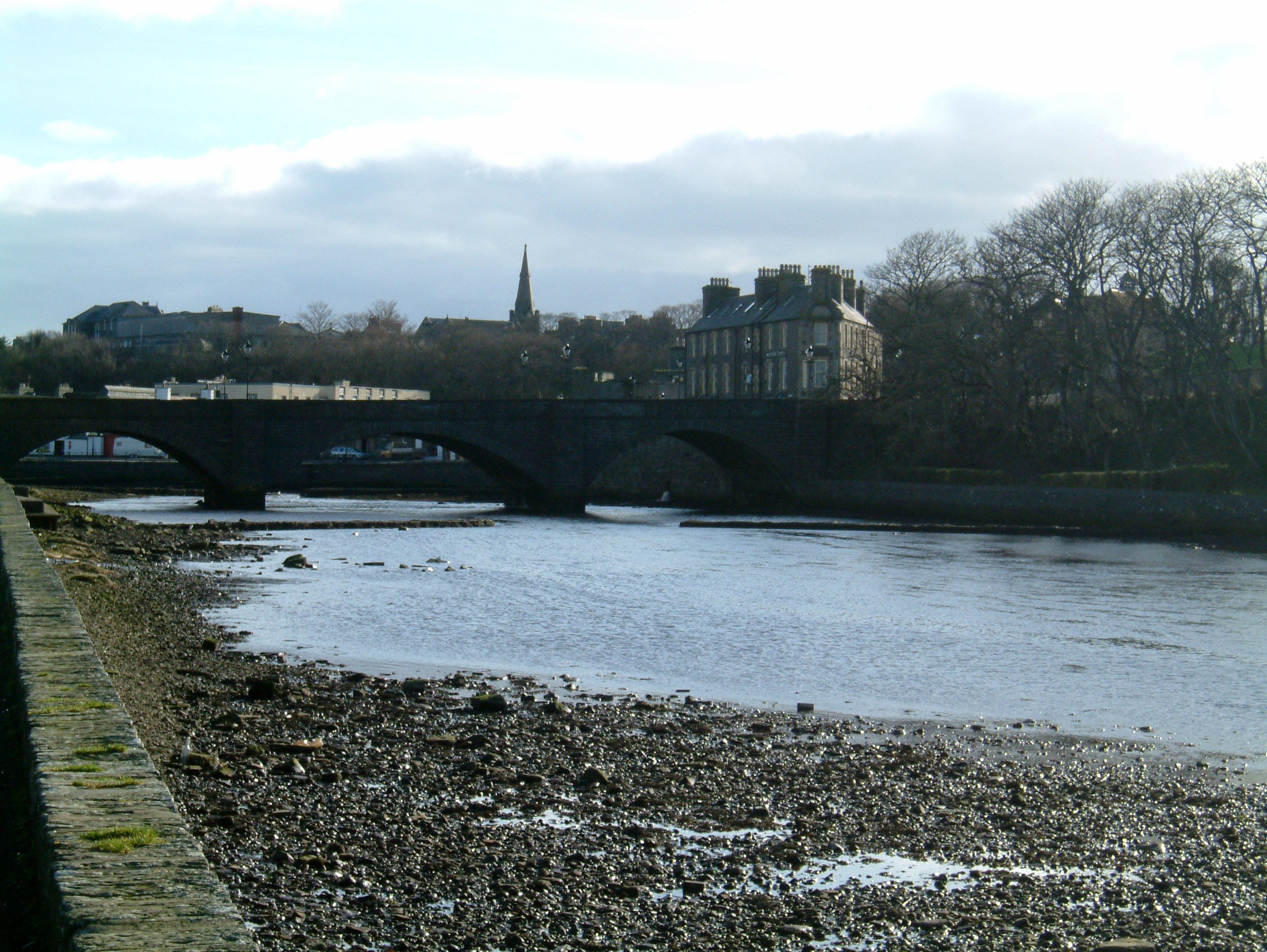
Река Уик

Когда-то город имел колоссальное значение, будучи столицей округа; нынче же это маленький городок, его население составляет всего 7333 человека согласно переписи 2001 года. Своей нынешней территории он обязан слиянием с таким же маленьким городком Палтинейтаун (англ. Pulteneytown) в 1902 году.

## Транспорт
Город расположен на шоссе А99-А9, которое связывает Джон-о'Гротс (англ. John o'Groats) с другими городами Британии. Также в городе есть железнодорожное сообщение: железнодорожная станция Уик принадлежит ветке The Far North railway, связывающей город с Инвернессом и, тем самым, с остальной Британией.
Аэропорт Уика расположен в северных предместьях города. У аэропорта есть две взлетно-посадочных полосы, годных к использованию. Ещё одна является заброшенной. Тем не менее из аэропорта совершаются регулярные рейсы двумя авиакомпаниями (Eastern Airways и Loganair), чьи самолеты летают в аэропорты Абердина и Эдинбурга.

## Бизнес
В городе сосредоточены наиболее популярные периодические издания, такие как Кейтнесс Курьер (The Caithness Courier) и Джон-о`Грот Джорнел (The John O’Groat Journal). В городе расположены Caithness General Hospital — главная больница графства, управляемая Хайлендским отделом NHS (департамент здравоохранения), Городская Библиотека Карнеги (Wick Carnegie Library) и офисы различных служб управления Хайленда.
Служба шерифа Уика, расположенная в городе, является одним из шестнадцати служб, представляющих вкупе Управление Шерифов Хайленда, Айленда и Грампиана.

## Самая короткая улица
В 2006 году улица Эбенезер Плэйс в Уике была признана самой короткой улицей в мире. Длина этой улицы немногим больше двух метров.